# Jules Verne (A 640)
La Jules Verne (A 640) è stata un unico esemplare di nave rifornimento per sottomarini e poi di nave atelier, costruita per la Marine nationale che fu in servizio tra il 1932 e il 1959. Essa fu chiamata così in omaggio a Jules Verne.

## Storia
Impostata presso gli arsenali di Lorient il 3 giugno 1929, la nave di rifornimento di sottomarini Jules Verne è varata il 3 febbraio 1931. Essa è armata per i test in mare il 23 febbraio 1931 ed entra in servizio il 26 settembre 1932.
La Jules Verne era basata nella base navale di Brest, ed era equipaggiata per la manutenzione di una squadriglia di 6 sottomarini e ha operato (inizialmente) in Atlantico, nella Manica e nel mare del Nord. Il 18 gennaio 1934, essa va al soccorso del cargo Saint Prosper, che aveva urtato una roccia al raz Blanchard (tra il capo de la Hague e l'isola di Aurigny).
Durante la seconda guerra mondiale, essa partecipa alla campagna di Norvegia (maggio 1940), poi è in seguito messa in disarmo a causa dell'armistizio a Biserta (novembre 1940).
Nel marzo 1941 è assegnata al gruppo dei sottomarini di Dakar. A partire dal gennaio 1944, essa opera in Mediterraneo orientale.
Dopo la guerra è essa è utilizzata soprattutto come nave atelier. Dal 1946 al 1955, la nave serve in Indocina come supporto alle flottiglie anfibie. Essa sarà utilizzata anche come nave da trasporto.
Dal 1955 al 1959, dopo il suo ritorno in Métropole, essa è assegnata alla base navale di Tolone al corpo anfibio, poi è messa in riserva ed utilizzata principalmente come nave caserma.
La Jules Verne è ritirata dal servizio attivo nel 1959, è condannata il 1º agosto 1961 e demolita a Tolone l'anno seguente.